# Moca, Puerto Rico
Moca är en kommun i Puerto Rico som ligger i den nordvästra delen av ön, norr om Añasco, sydost om Aguadilla, öster om Aguada, och väster om Isabela och San Sebastián Municipio. Moca är indelat i 12 stadsdelar (barrios) och själva orten Moca (Moca Pueblo).
Namnet på Moca kommer från trädet Andira Ínermis med vackra rosa/lila blommor, ett träd som är mycket vanligt i denna region. Trädet antogs officiellt som "stadens träd" den 19 februari 1972.
Moca är känd för sin mundillo. Mundillo är i Puerto Rico namnet på handknypplade spetsar och det är nästan synonymt med den lilla staden Moca.
Befolkningen uppgår till 37 845 invånare (2000).

## Stadsdelar[2]
| - Aceitunas - Capá - Cerro Gordo | - Cruz - Cuchillas - Centro | - Marías - Moca Pueblo - Naranjo | - Plata - Pueblo - Rocha | - Voladoras |